# Georg Elwert

Georg Elwert (Munique, 1 de junho de 1947 – Berlim, 31 de março de 2005) foi um etnólogo e sociólogo alemão, um dos líderes da sociologia do desenvolvimento na Alemanha.

## Vida e carreira
Elwert estudou etnologia e sociologia na Universidade de Mainz e na Universidade de Heidelberg, onde obteve em 1973 um doutorado. Conectou a sociologia com a etnologia seguindo a tradição de de:Lorenz Löffler, Richard Thurnwald e de:Wilhelm Emil Mühlmann. Em 1980 obteve a habilitação na Universidade de Bielefeld, onde foi Privatdozent, lecionando depois na École des hautes études en sciences sociales em Paris e na Universidade Yale em New Haven. É desde 1985 professor de etnologia e antropologia social na Universidade Livre de Berlim. Como membro do grupo de trabalho dos sociólogos do desenvolvimento de Bielefeld, Elwert fez uma contribuição significativa para a chamada abordagem de Bielefeld, que definiu tendências para a sociologia do desenvolvimento alemã na época. Elwert foi admitido na fr:Académie des sciences d'outre-mer, em Paris, como membro associado em 2004.
Em seu trabalho sobre cooperação para o desenvolvimento, Elwert criticou a referência comum a meras diferenças culturais, que obscurece desigualdades socioeconômicas e políticas mais profundas. Em trabalhos posteriores, ele lidou com a corrupção em estados pós-coloniais e desenvolveu o conceito de "estado de comando". De sua preocupação com etnia e conflito étnico, a análise de conflitos violentos desenvolveu-se em um novo e amplo campo de trabalho com vínculos estreitos com a sociologia do conflito, por meio do qual ele cunhou o termo “mercados de violência” (Gewaltmärkte). Em 1993, Elwert foi co-fundador da Academia das Ciências de Berlim, três anos depois tornou-se o editor-chefe da renomada revista de:Sociologus.

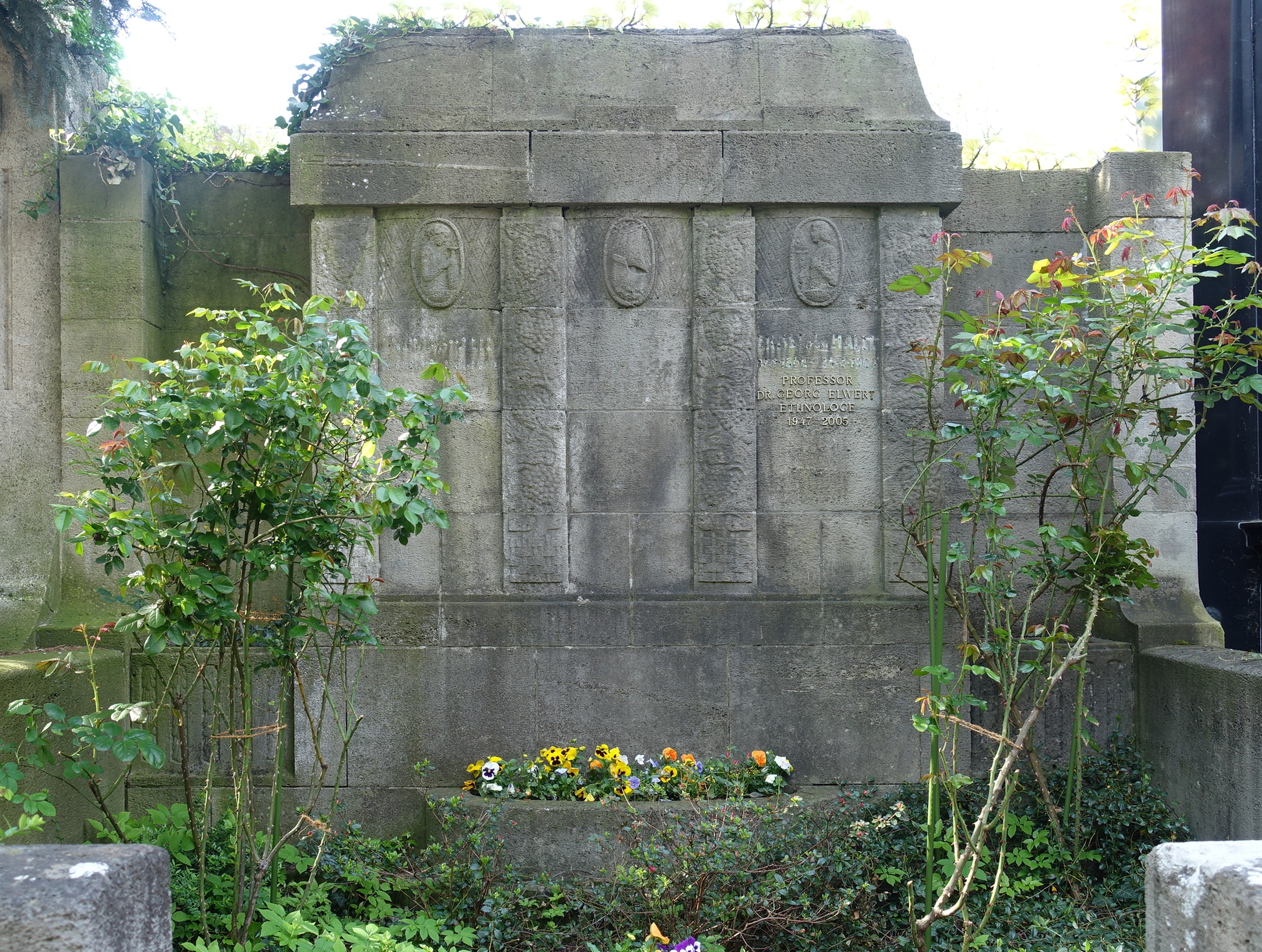
Túmulo de Elwert, Cemitério Grunewald, Berlim

## Publicações selecionadas
- Dissertationsschrift (1973). Wirtschaft und Herrschaft von 'Dãxomε' (Dahomey) im 18. [achtzehnten] Jahrhundert. Ökonomie d. Sklavenraubs u. Gesellschaftsstruktur 1724 - 1818; verbunden mit Untersuchungen über Verwendung und Bestimmung der Begriffe Klasse, Macht und Religion in diesem Kontext. München: Renner
- Als Herausgeber mit Roland Fett (1982). Afrika zwischen Subsistenzökonomie und Imperialismus. Frankfurt am Main: Campus. ISBN 3-593-32842-9
- Habilitationsschrift (1983). Bauern und Staat in Westafrika. Die Verflechtung sozioökonomischer Sektoren am Beispiel Bénin. Frankfurt am Main: Campus. ISBN 3-593-33206-X
- Als Herausgeber (1990). Im Lauf der Zeit. Ethnographische Studien zur gesellschaftlichen Konstruktion von Lebensaltern. Saarbrücken; Fort Lauderdale: Breitenbach. ISBN 3-88156-469-1
- Als Herausgeber (1999). Dynamics of violence. Processes of escalation and de-escalation in violent group conflicts. Berlin: Duncker und Humblot. ISBN 3-428-09957-5
- Feldforschung. Orientierungswissen und kreuzperspektivische Analyse. Berlin: Schiller. 2003. ISBN 3-89930-092-0